# Епархия Алабанды

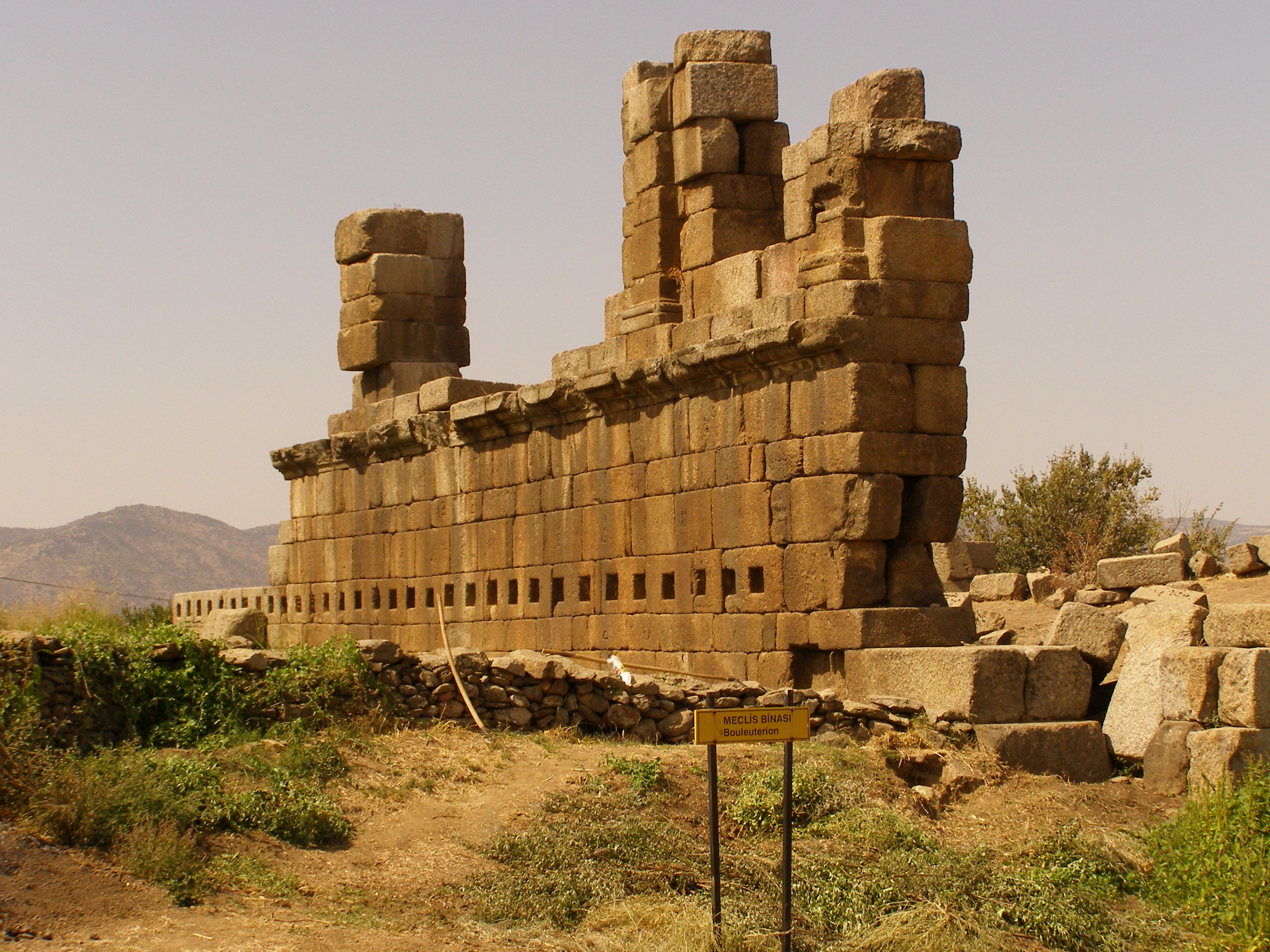
Руины города Алабанды

Епархия Алабанды (лат. Dioecesis Alabandensis) — упразднённая епархия Константинопольского патриархата, в настоящее время титулярная епархия Римско-Католической церкви.

## История
Античный город Алабанда, идентифицируемый сегодня с археологическими раскопками Araphisar-Hosar, находящимися в Турции, до XI века был центром одноимённой епархии Константинопольского патриархата. Епархия Алабанды входила в митрополию Ставрополя.
С 1871 года епархия Алабанды является титулярной епархией Римско-Католической церкви.

## Греческие епископы
- Феодорит (упоминается в 451), участник Халкидонского собора
- Зевксис (? — низложен в 519), приверженец монофизитства
- Юлиан (ок. 558—ок. 568), приверженец яковитов
- Константин (упоминается в 692), участник и подписант Трулльского собора
- Константин II (упоминается в 787), участник Второго Никейского собора
- Иоанн Константинопольский (упоминается в 879), участник Четвёртого Константинопольского собора (879—880)
- Савва (?) (IX—X века)
- Никифор (XI век)
- аноним (XI век)

## Титулярные епископы Католической церкви
- Уильям О’Керрол, O.P.[1] (3 февраля 1874 — 13 октября 1880)
- Рокко Леонаси (30 марта 1882 — 14 марта 1883) — назначен епископом Англоны-Турси
- Джузеппе Франчика-Нава ди Бонтифе (9 августа 1883 года — 24 мая 1889) — назначен титулярным архиепископом Гераклеи Европейской
- Никола Лоруссо (23 июня 1890 — 8 июня 1891) — назначен архиепископом Сант-Анджело-деи-Ломбарди и Бизаччи
- Джон Брейди[англ.] (19 июня 1891 — 6 января 1910)
- Йосип Ланг[хорв.] (26 февраля 1915 — 1 ноября 1924)
- Француа Шез[фр.], M.E.P. (12 мая 1925 — 23 февраля 1949)
- Хосе Мария Гарсия Граин, O.P. (10 марта 1949 — 27 мая 1959)
- Мишель Нтуяхага (11 июня 1959 — 10 ноября 1959) — назначен епископом Усумбуры
- Джеймс Уильям Мэлоун[англ.] (2 января 1960 — 2 мая 1968) — назначен епископом Янгстауна
- вакансия

## Источник
- Annuario Pontificio, Libreria Editrice Vaticana, Città del Vaticano, 2003, стр. 754, ISBN 88-209-7422-3
- Pius Bonifacius Gams, Series episcoporum Ecclesiae Catholicae, Leipzig 1931, стр. 447  (лат.)
- Michel Lequien, Oriens christianus in quatuor Patriarchatus digestus, Parigi 1740, Tomo I, coll. 909—910  (лат.)
- Vincenzo Ruggiari, A historical Addendum to the episcopal Lists of Caria, in Revue des études byzantines, Année 1996, Volume 54, Numéro 54, стр. 221—234, 232  (англ.)
- La Gerarghia Cattolica